# Markus Hutter

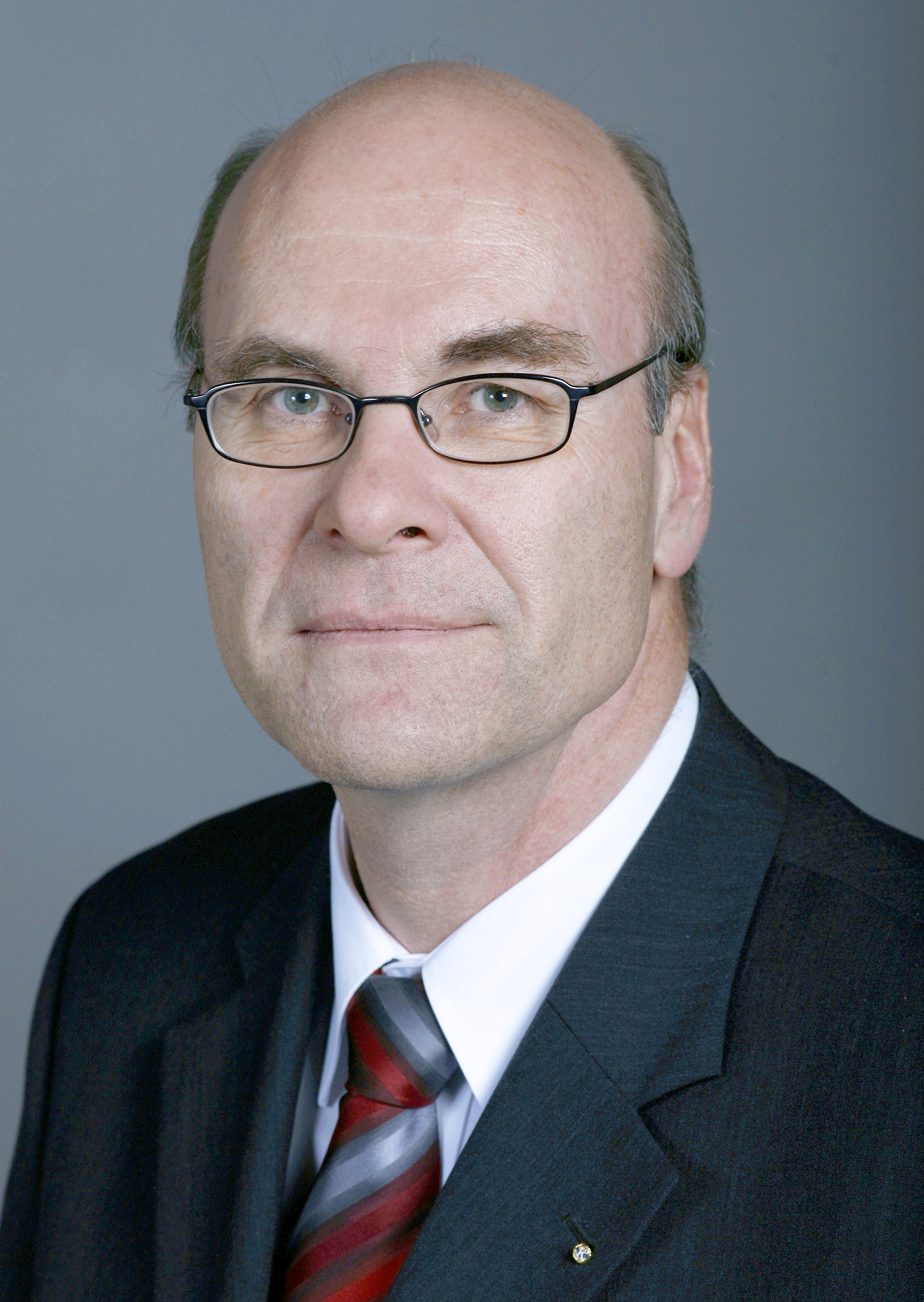
Markus Hutter (2007)

Markus Hutter (* 20. Februar 1957 in Winterthur; heimatberechtigt in Aarburg) ist ein Schweizer Unternehmer und Politiker (FDP.Die Liberalen). Er war von 2003 bis 2014 Nationalrat.
Markus Hutter war von 1994 bis 2002 Winterthurer Gemeinderat und von 2002 bis 2003 Zürcher Kantonsrat. Bei den Schweizer Parlamentswahlen 2003 wurde er in den Nationalrat gewählt, bei den Wahlen vom 23. Oktober 2011 wurde er wiedergewählt. Er gehörte dort der Finanzkommission und der Kommission für Verkehr und Fernmeldewesen an. Seine politischen Schwerpunkte waren Wirtschaft, Verkehr und Bildung. Er trat per 8. Mai 2014 zurück, auf ihn folgte Beat Walti.
Hutter präsidiert die Winterthurer Sektion des Hauseigentümerverbands, die Ortsgruppe Winterthur des Automobil-Clubs der Schweiz sowie die Vereine «Aktion liberaler Aufbruch» und FDP Schweiz International. Von 2009 bis 2012 war Hutter Vizepräsident der FDP.Die Liberalen. Er ist Vizepräsident des kantonalzürcherischen Gewerbeverbandes.
Markus Hutter ist Ökonom und Mitinhaber des Familienunternehmens «Hutter Auto Winterthur». Er ist verheiratet, hat zwei Kinder und wohnt in Winterthur. Hans Hutter, Spanienkämpfer im Thälmann-Bataillon, war sein Vater.